# Rhopalopsole xui
Rhopalopsole xui är en bäcksländeart som beskrevs av Yang, D., W. Li och Fang Zhu 2004. Rhopalopsole xui ingår i släktet Rhopalopsole och familjen smalbäcksländor. Inga underarter finns listade i Catalogue of Life.